# Daniel Pareus
Daniel Wängler, dit Pareus (1605-1635) est un philologue allemand.

## Biographie
Né à Neuhausen, il est le fils de Johann Philipp Pareus. Il professe les humanités à Kaiserslautern quand il est tué à la prise de cette ville par les Impériaux, en 1635.
Il a édité Quintilien, Hérodien, Lucrèce, Héliodore, et a donné un Lexicon Lucretianum, 1621, ainsi que plusieurs ouvrages d'histoire. Il a publié, sous le titre de Mellificium atticum, un recueil de sentences tirées des auteurs grecs.

## Source
Marie-Nicolas Bouillet  et Alexis Chassang (dir.), « Daniel Pareus » dans Dictionnaire universel d’histoire et de géographie, 1878 (lire sur Wikisource)